# Rue de Saint-Gobain
La rue de Saint-Gobain est une voie de communication d'Aubervilliers.

## Situation et accès
Cette rue est située à l'ouest du canal Saint-Denis, qui la desservait lors de sa période industrielle. Elle est immédiatement accessible par la station de métro Front populaire.

## Origine du nom

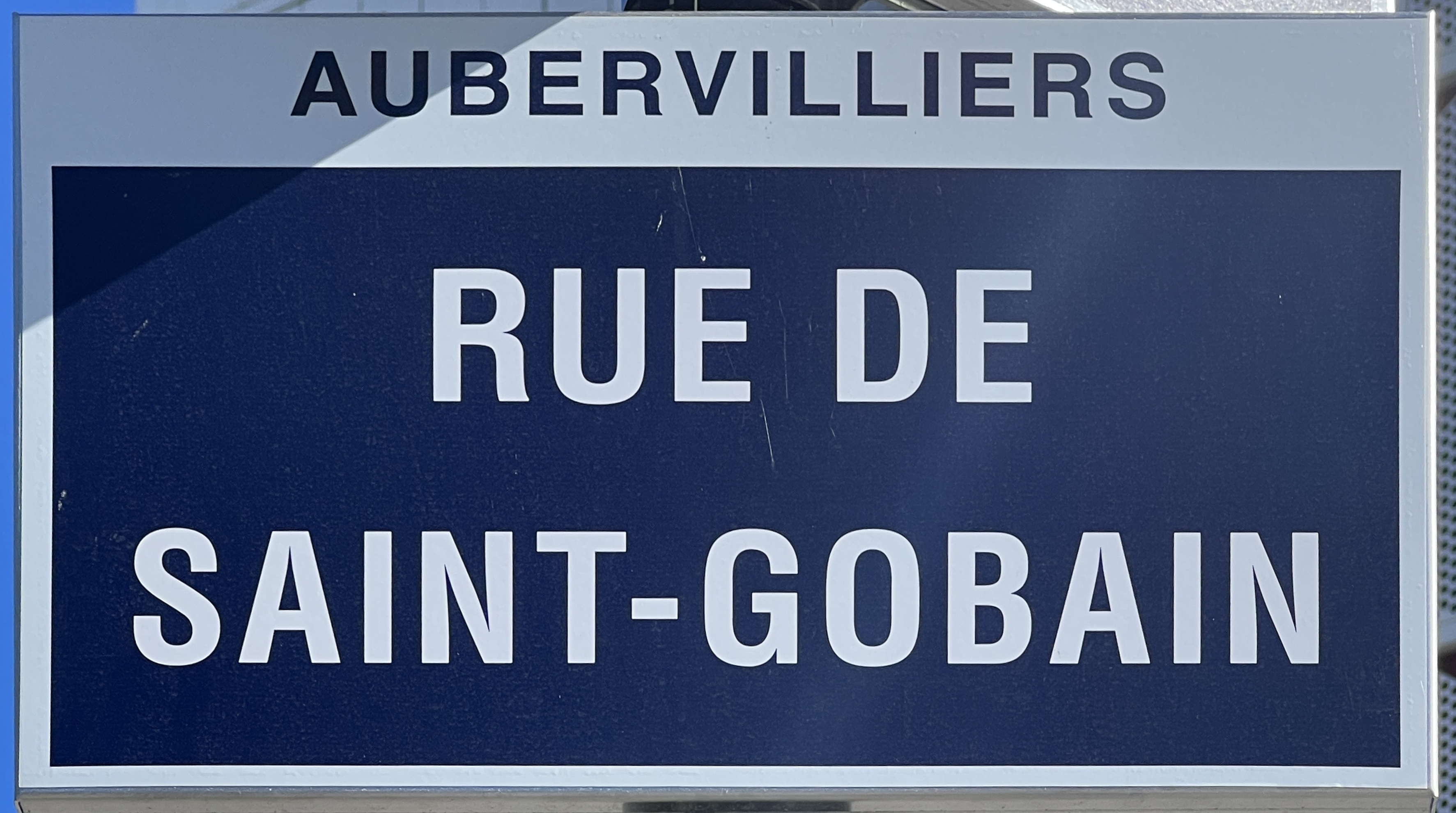
Plaque de la rue.

Elle tient nom de la société Saint-Gobain, une entreprise française spécialisée dans la production, la transformation et distribution de matériaux, qui avait une usine dans cette voie.

## Historique
L'histoire de cette rue est entièrement liée à la société Saint-Gobain qui disposait à cet endroit, dès la fin du XIXe siècle, d'une usine spécialisée dans les produits chimiques, notamment les superphosphates. Cette usine est transformée de nos jours en centre de recherche.
D'autres entreprises y étaient basées, comme la société des aciéries de Longwy, dont les locaux furent repris par Longométal.

## Bâtiments remarquables et lieux de mémoire
- Centre de recherche de Saint-Gobain.
- Campus Condorcet

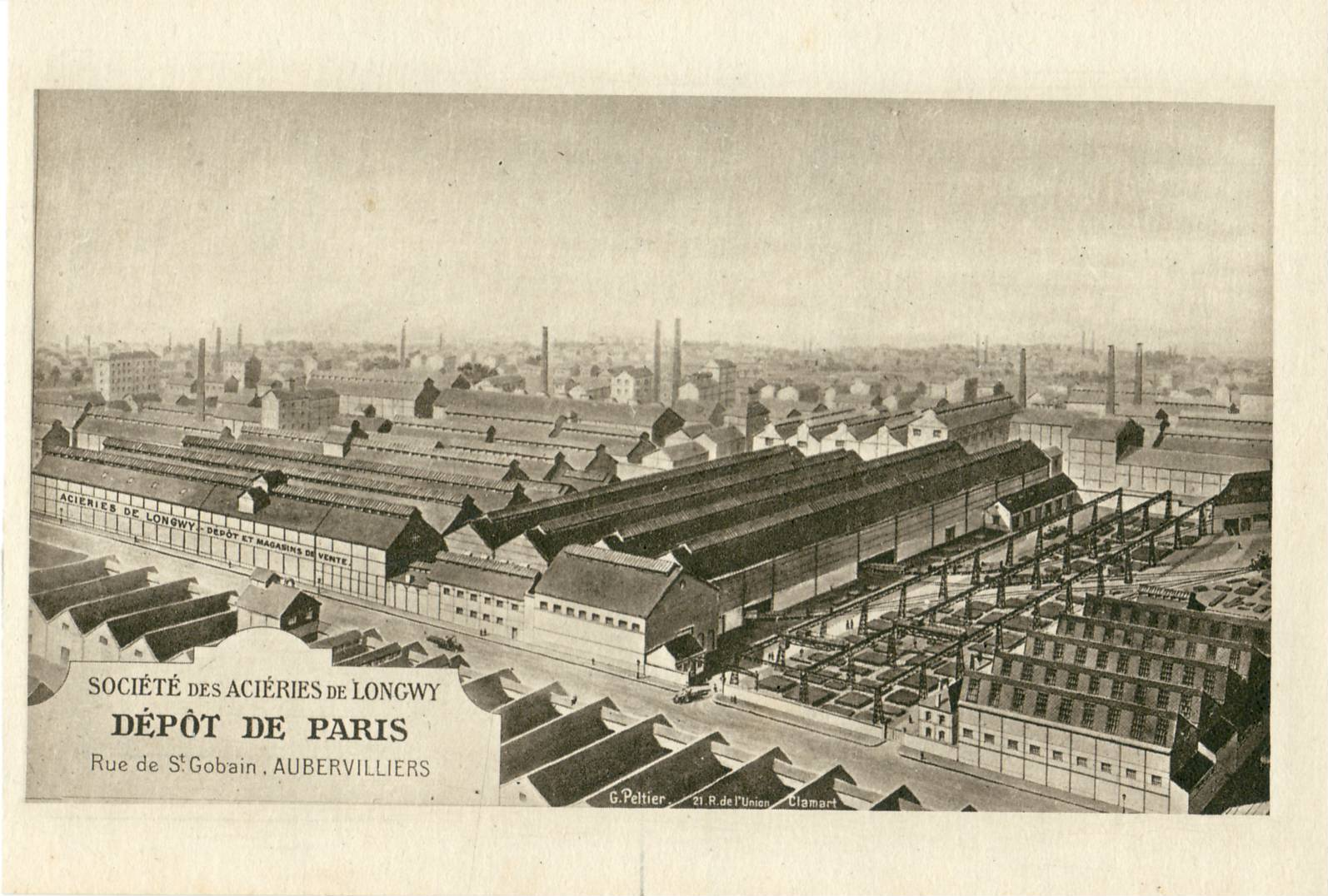
Dépôt de Paris des Aciéries de Longwy, rue Saint-Gobain, vers 1920.
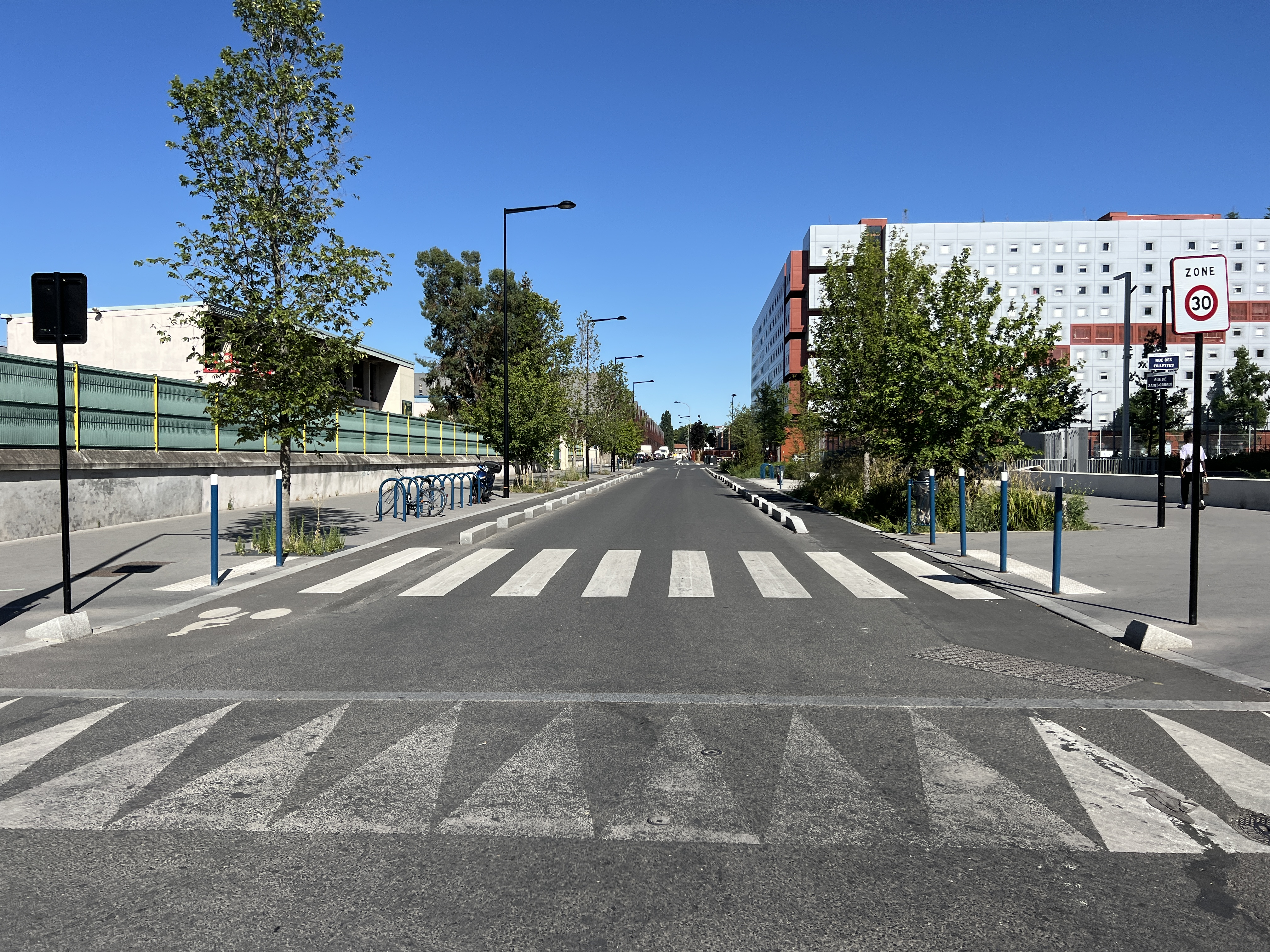
La rue en juillet 2022.
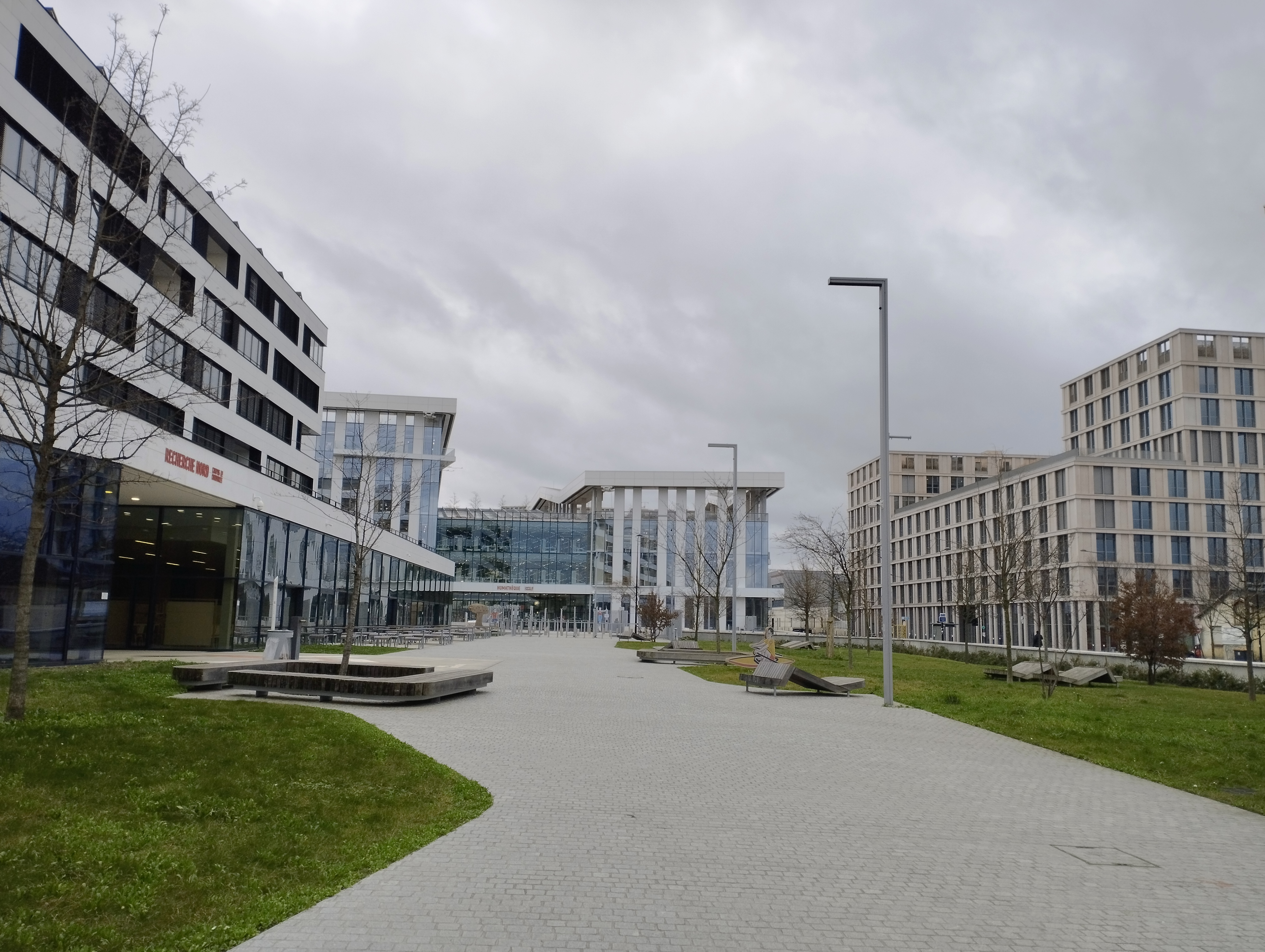
Le Campus Condorcet vu depuis la rue de Saint-Gobain (février 2024)